# グランデュオ
グランデュオ（Granduo）は、東日本旅客鉄道と阪急百貨店（エイチ・ツー・オー リテイリング）が提携して開発した商業施設。JR東日本グループのジェイアール東日本商業開発株式会社が運営する。立川店・蒲田店ともに日本百貨店協会に加盟。

## 概説
JR東日本は発足後、百貨店事業への参入を検討し、海浜幕張や上野への出店を検討したがいずれも実現には至らず、立川への出店もそごうとの提携をもとに、共同で子会社を設立して「ジェイアール立川そごう」の開業を目論んでいたが、そごうの経営状況等の悪化によって、出店計画は白紙となった。
計画が白紙になったことによって、JR東日本は百貨店事業の参入における新たな提携先として阪急百貨店を選択。1997年4月1日、立川におけるグランデュオの開発・運営を目的として、ジェイアール東日本商業開発株式会社を資本金4億8千万円で設立した。1999年2月、開業後における資金需要に備えることや財務基盤を強化するため、増資することになった。この際には阪急百貨店にも資本参加を要請し、新資本金は10億円となった。
1999年4月18日、立川駅南口の駅ビルとしてグランデュオ（現在のグランデュオ立川）がオープンした。当初は立川の店舗のみを運営する会社であったが、2007年4月1日、改装を予定していたJR蒲田駅の東口側駅ビル「パリオ」並びに西口側駅ビル「サンカマタ」を抱える蒲田ステーションビル株式会社を吸収合併した。そして「パリオ」「サンカマタ」が改装され、2008年4月16日にグランデュオ蒲田として新装オープンした。
ジェイアール東日本商業開発はグランデュオの展開にあたって、駅ビルの賃貸借によるローコスト運営、少ない初期投資、百貨店の売上仕入契約によるフレキシブルな商品展開、容易な差別化展開との利点融合化を基本的な店舗運営の考え方として定めた。また同社は顧客満足度の充足に力を入れており、サービスを品質として社内システムを構築し、国際規格ISO 9001（品質マネジメントシステム）を日本の百貨店業界では初めて認証取得した。

### 名称およびロゴ
グランデュオという名称は、英語で「素敵な」という意味のGRANDとドイツ語で「二重奏」という意味のDUOを組み合わせた造語。顧客と社員、駅ビルと百貨店の複合業態、地域と店の共存共栄という三つの意味がこめられている。
グランデュオのロゴは、アルファベットのGとDをタマゴ状にデザインしたもので、「ジョイフルエッグ」という。仲條正義がデザイン。タマゴがGとDの2文字からできているのは、店名の背景である「2つの個性がひとつになって、もっと楽しい個性に育てていく」という願いと理想を表現している。

## 沿革
- 1961年2月：蒲田振興株式会社設立。
- 1962年12月：蒲田振興株式会社が、蒲田駅東口にパリオを開店。
- 1970年4月：蒲田振興株式会社が、蒲田駅西口にサンカマタを開店。
- 1991年12月：蒲田振興株式会社が、蒲田ステーションビル株式会社に商号変更。
- 1997年4月1日：ジェイアール東日本商業開発株式会社設立[1]。出資比率はJR東日本が80％、ルミネが20％[1]。
- 1999年4月18日：ジェイアール東日本商業開発株式会社が、立川駅南口にグランデュオ（現・グランデュオ立川）を開店。
- 2007年
  - 4月1日：ジェイアール東日本商業開発株式会社が、蒲田ステーションビル株式会社を吸収合併。
  - 8月1日：パリオ・サンカマタが閉店。
- 2008年4月16日：パリオ・サンカマタが、グランデュオ蒲田として新装開店。
- 2016年2月23日：ポイントサービスをJR東日本共通ポイント「JRE POINT」に統合[5][6][7]。

## グランデュオ立川

### 店舗概説
立川駅のターミナル開発と立川駅南口の再開発を一緒に行った合併再開発事業として建設され、1999年（平成11年）4月18日にオープンした。（もともとはそごうの出店が計画されていた。詳しくは下記の関連項目参照）
立川駅周辺には北口に、既にJRが駅ビルとしてルミネを有していたほか、伊勢丹、髙島屋といった百貨店や丸井などの大型商業施設が存在していた。そこで、駅ビルと百貨店の中間的な商業施設として計画された。百貨店としてのノウハウが必要なため、阪急百貨店と合弁で運営している。
立川では、伊勢丹や高島屋は中高年層の顧客が多く、ルミネ（及び開店当時存在していた丸井）は若年層の顧客が多いことから、グランデュオは20代後半～30代の女性をメインターゲットにしている。
グランデュオの1階は橋上の改札階で、1階の下には地上までの間に2フロアあり、そこはグランデュオとは独立の商業施設「サザン」となっている。グランデュオとサザンは、エスカレーターではつながっておらず、エレベーターか、いったん外に出て自由通路の階段かエスカレータを通らなければ移動できない。グランデュオはJRの資本系列、サザンは地元地権者の系列である。
当初は、単に「グランデュオ」と呼ばれていたが、後に蒲田駅にも店舗ができたため、「グランデュオ立川」と呼ばれるようになっている。
株式会社ビューカードと提携して「グランデュオ立川ビューカード」を発行していたが、2010年10月31日に新規申し込みの受け付けを終了し、2011年10月31日を以て運用を終了した。

### フロア構成
- - R階  通常時閉鎖
  - 8階　ビューティ&リラクゼーション
  - 7階　レストランフロア「ごちそうダイニング」
  - 6階　ライフスタイルグッズ&カフェ
  - 5階　ライフスタイル家電&ファミリーファッション
  - 4階　キャリアファッション
  - 3階　アドバンスファッション&カフェ
  - 2階　アドバンスドファッション&カフェ
  - 1階　スタイルアップグッズ&フーズ&カフェ

開業当初から2011年までは、7階は「立川中華街」と称し、フロア全体が中国の街並み風のテーマパーク的な中華料理専門のレストラン街になっていた。中華料理店17店（広東、香港、上海、北京、四川、台湾）・中華食材店・中国系の物販店で構成されていた。その後、リニューアルされ、2011年6月20日に「ごちそうダイニング」としてオープンした。なお、同時に6階のレストラン街「シェフズダイニングガーデン」は、6月1日から物販フロアに改装されている。

## グランデュオ蒲田

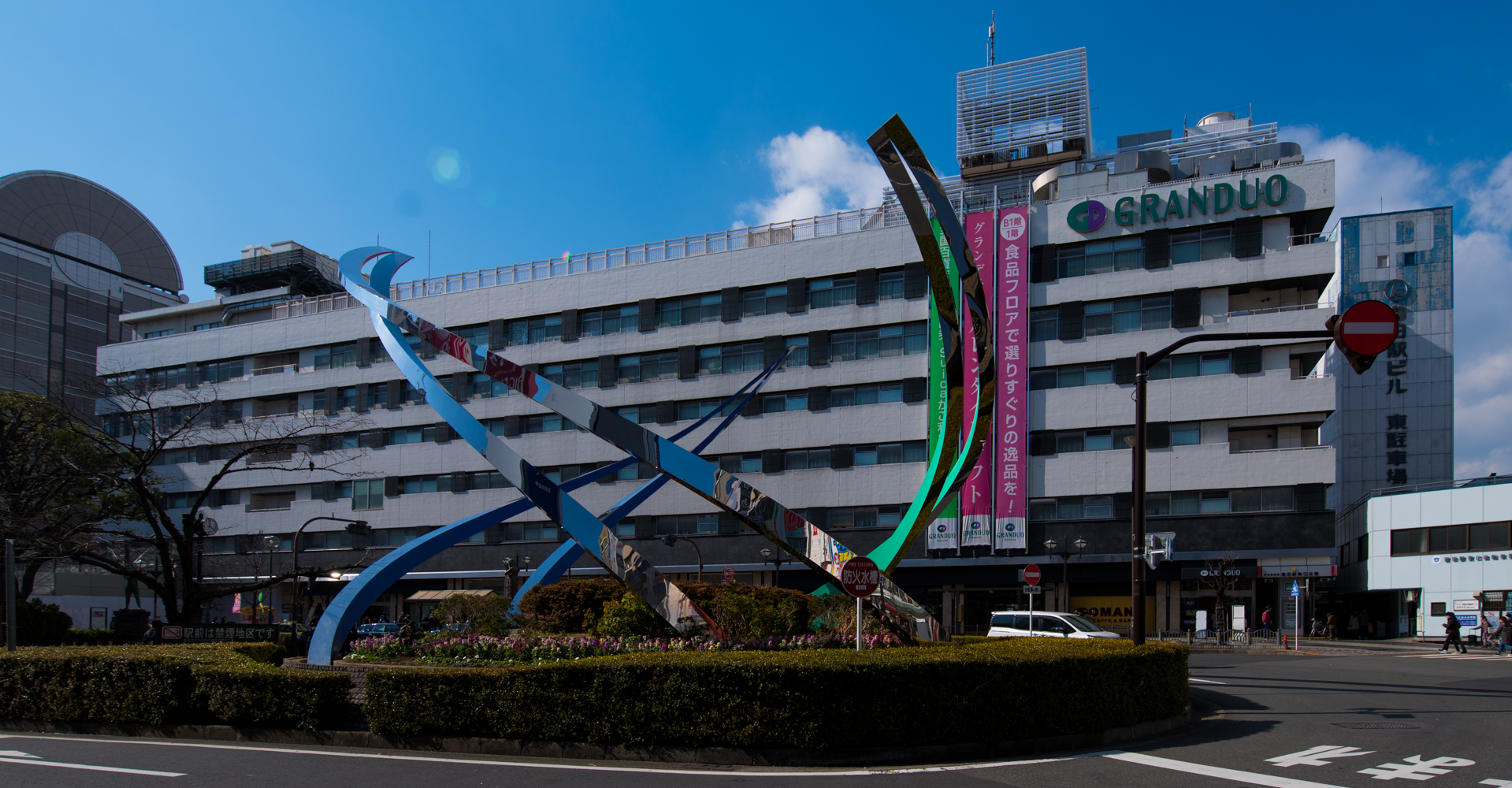
グランデュオ蒲田 東館

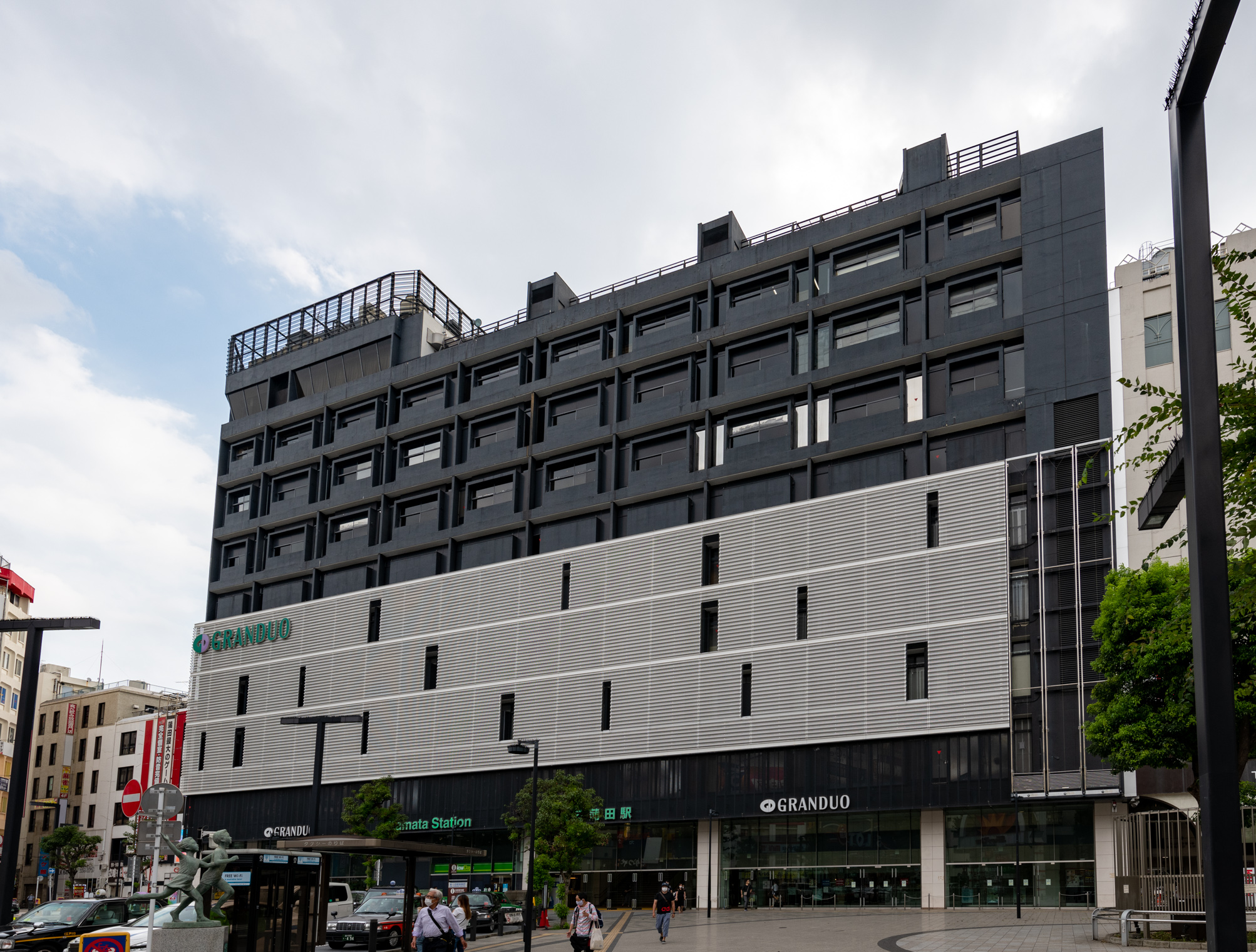
グランデュオ蒲田 西館

### 店舗概説
JR蒲田駅の駅ビルとして、1962年12月にパリオが蒲田駅東口（大田区蒲田5-13-1）に地上7階・地下1階建てで、1970年4月にサンカマタが蒲田駅西口（大田区西蒲田7-68-1）に地上10階・地下2階建てで、それぞれオープンし、1991年11月までは蒲田振興株式会社が、翌月の商号変更後は蒲田ステーションビル株式会社が運営してきた。JR東日本グループの駅ビル事業の再編に伴い、2007年4月1日に蒲田ステーションビル株式会社がジェイアール東日本商業開発株式会社に吸収合併された（東急蒲田駅の駅ビルは蒲田東急プラザが存在する）。
パリオ・サンカマタともに、開業後40年近くが経過して施設が老朽化したこととバリアフリーに対応した店舗にする必要があったため、2007年7月31日の営業を最後に全入居店舗の契約を終了させ、段階的な改装ではなく工期中一時的に全館閉鎖した上で、耐震補強工事を念頭に、店舗を改装することになった。それに伴い、店舗の大幅な刷新を敢行。2008年4月16日に「ちょっと上質な毎日の生活を2つの館で応援する回遊型コミュニティ百貨店」として「グランデュオ蒲田」が新装オープンした（旧パリオが東館、旧サンカマタが西館となる）。なお、2F-5FにおいてGRANDUO蒲田・西館と蒲田東急プラザは直結しており、3Fでは連絡通路を通じて西館と東館が直結している。
- 売場面積　約19,000m2（東館：約6,800m2、西館：約11,800m2、コンコース：約400m2）
- 店舗　250店舗（東館：83店舗、西館：157店舗、コンコース：10店舗）
- 売上目標　240億円

### フロア構成
東館（EAST）はシングルから子育て世代までの若年層をメインターゲットとし、西館（WEST）は、東急多摩川線や東急池上線沿線に在住するミセス層から団塊世代までの中高年層をメインターゲットとしたフロア構成となっている。両館は2F：JR改札階（コンコース）、3F：東西通路で連絡している。
- EAST
  - RF  閉鎖
  - 6F  カジュアルレストラン&ブックス
  - 5F  ファミリー&キッズワールド
  - 4F  ナチュラルファッション
  - 3F  ベーシックカジュアルファッション
  - 2F  スタイルアップグッズ
  - 1F  クイックフーズ&デイリーコンビニエンスコート
  - B1F デイリーマーケット
- WEST
B1F,2F～5Fは蒲田東急プラザと連絡
  - RF  アクティブガーデン
  - 9F  メディカル
  - 8F  ビューティー&リラクゼーション
  - 7F  リラックスタイムダイニング
  - 6F  ブックス&パーツ
  - 5F  リビングライフアップグッズ
  - 4F  エレガンスファッション
  - 3F  キャリアファッション
  - 2F  ファッションパーツ&コスメティックス
  - M2F メディアコンビニエンス
  - 1F  スイーツガーデン
  - B1F 地下市場
- 駅構内ショップ（コンコース）
  - 食料品、洋菓子、カフェ